# Naturschutzgebiet Kämpchen
Das Naturschutzgebiet Kämpchen liegt im Gemeindegebiet Simmerath nördlich vom Lammersdorf und gehört geografisch zur Exklave Roetgen/Lammersdorf.

## Beschreibung
Hier war früher eine Hochmoorfläche, nun ist hier überwiegend Birkenwald zu finden. Calluna und Torfmoose sind innerhalb des Birkenwaldes nur noch sehr spärliche Vertreter der Moorvegetation. Im Nordwesten befindet sich ein Bruchgebüsch aus Aschweide mit Pfeifengras, Glockenheide und Torfmoos. Schutzziel ist der Erhalt der Fläche durch Wiedervernässung durch Zuschüttung der Entwässerungsgräben und Entfernung der Birkenbestände.

## Schutzzweck
Geschützt werden sollen die Lebensräume für viele nach der Roten Liste gefährdete Pflanzen, Pilze und Tiere in NRW. Diese Biotoptypen sind in diesem Gebiet zu finden: Moore, Nass- und Feuchtgrünland, Sümpfe, Zwergstrauchheiden und natürliche und naturnahe Stillgewässer.